# Келли, Джеймс (пират)
Джеймс Ги́ллиам (англ. James Gilliam), известный также как Джеймс Ке́лли (англ. James Kelly) — английский пират, промышлявший в Индийском океане в конце XVII века (1690-е годы).

## Биография
Когда родился Джеймс Келли неизвестно. Первая информация о нём, как о пирате, свидетельствует, что он пиратствовал (начинал с матроса на «Bachelor’s Delight») сначала у берегов Западной Африки под командованием Джона Уильямса (John Williams), затем в Карибском море, у берегов Южной Америки и в Тихом океане c Джоном Куком (John Cook). В 1680 году, вместе с пиратами Эдвардом Дэвисом, Бартоломью Шарпом и Джоном Коксоном, Келли принимал участие в Тихоокеанской экспедиции.
Затем Келли снова возвращается на «Bachelor’s Delight», но уже в должности первого помощника капитана. В 1692 году, после удачного захвата корабля «Гармония» (англ. Unity), Джеймс Келли становится на ней капитаном. Некоторое время он пиратствует у берегов Индии, пока не попадает в плен, где вынуждено принимает ислам.
В 1696 году Келли отплывает из Бомбея в составе команды судна «Mocha». Буквально через неделю после выхода в море, на судне происходит мятеж и капитаном становится Роберт Каллифорд. Когда в 1698 году, у берегов острова Святой Марии (англ. Île Sainte-Marie), происходит встреча Каллифорда с капитаном Уильямом Киддом, в возникшей между ними ссоре, Келли принимает сторону Кидда, и вместе с ним возвращается домой, после чего отправляется в поисках удачи в Новый Свет.
В 1699 году Келли был арестован в Бостоне, Новая Англия. После того как его вернули в Англию, Джеймс Келли был обвинён в пиратстве и по решению суда в Олд-Бейли признан виновным. По вынесении приговора, находясь в Ньюгейтской тюрьме, Келли написал признание: «Полное и правдивое раскрытие всех ограблений, нападений и других, пользующихся дурной славой деяний известного английского пирата, капитана Джеймса Келли» (англ. A full and true Discovery of all the Robberies, Pyracies, and other Notorious Actions, of that Famous English Pyrate, Capt. James Kelly), с учётом его побед с капитаном Киддом и другими замечательными пиратами со всех частей света: все наиболее существенные пассажи его жизни на момент его смерти. Приговор был приведён в исполнение, и Джеймс Келли был казнён в субботу 12 июля 1700 года.